# نازک‌مرغ نقاب‌دار کوهی
نازک‌مرغ نقاب‌دار کوهی (نام علمی: Apalis personata) نام یک گونه از سرده نازک‌مرغ است.